# 無双譜
無双譜（中国語：無雙譜、拼音: Wú Shuāng Pǔ、仮名転写：ウーシュアンプー) 「ピアレスヒーローズの表」は、1694年、清王朝期に木版画で制作された印刷物。
印刷物としては初期のもので、無双譜の挿絵画家は金古良（ジン・グーリャン、c.1625-1695）であり、山陰（現在の紹興、浙江、中国）で制作された。
この本には、漢王朝から宋王朝までの40人の著名な英雄とヒロインの伝記と想像上の肖像画が含まれている。すべて簡単な紹介があり、楽府スタイルの関連する詩が案内されている。この本のイラストは広く配布され、再利用された。多くの場合、中国の磁器のモチーフとして使用されていた。

## 内容
| 人物                       | 概要                                                                                         |
| -------------------------- | -------------------------------------------------------------------------------------------- |
| 留侯張子房（張良）         | 漢の三傑の一人。博浪沙で始皇帝の暗殺を試みる。後に漢の高祖劉邦の謀臣となった。               |
| 西楚霸王項籍（項羽）       | 西楚の霸王。諸侯を率いて秦を滅ぼすが、垓下の戦いで敗れ、烏江で自刎した。                     |
| 伏生                       | 秦の博士。焚書坑儒の際に、危険を冒して『書経』を守り抜き、後世に伝えた。                     |
| 東方曼倩（東方朔）         | 漢武帝期の著名な大臣。ユーモアに富み、辞賦を得意とした。                                     |
| 張騫                       | 武帝の命により西域へ派遣され、「博望侯」に封ぜられる。                                       |
| 典属国蘇子卿（蘇武）       | 武帝期の匈奴への使節。北海で牧羊すること19年に及んだが屈することはなかった。                 |
| 龍門司馬子長（司馬遷）     | 前漢の太史令。『史記』の著者。                                                               |
| 董賢                       | 漢哀帝の寵愛を受け、男色の故事「断袖」の由来となった人物。                                   |
| 厳先生（厳光）             | 後漢の著名な隠者。光武帝の同窓でありながら、功名を求めず富春江のほとりに隠棲した。           |
| 曹孝女（曹娥）             | 後漢の孝女。水難で亡くなった父の後を追って江に身を投じた。                                   |
| 定遠侯班超（班超）         | 後漢の名将。筆を投じて従軍し、使節として31年にわたり西域に駐在。                             |
| 曹大家班恵班（班昭）       | 後漢の女性史学者。博学多才で、たびたび皇后や貴人の教師となった。                             |
| 趙娥                       | 後漢の孝女。父親を李寿に殺されて復讐を誓い、最終的に李寿を刺殺。                             |
| 江東孫郎（孫策）           | 後漢の名将。江東の諸侯を平定し、人材を集めて孫呉の基礎を築いた。                             |
| 漢丞相諸葛武侯（諸葛亮）   | 三国時代の蜀漢の丞相。一生を国事に捧げ、「鞠躬尽力、死して後已まん」という言葉を残した。     |
| 隠士焦孝然（焦先）         | 三国時代の著名な隠士。裸足で草の衣服をまとい、100歳を超えて生きたとされる。                  |
| 北地王劉諶（劉諶）         | 蜀漢の後主劉禅の子。劉禅が降伏した日に妻子を殺し、自らも命を絶った。                         |
| 羊叔子（羊祜）             | 西晋の名将。徳と才を兼ね備え、質素で実直な人物。                                             |
| 周将軍処（周処）           | 西晋の名将。若い頃は郷里で悪事を働いていたが、後に改心して「周處除三害」の伝説を残した。     |
| 緑珠                       | 西晋の石崇の寵妾。八王の乱の際、石崇を巻き込まぬよう楼上から投身自殺。                       |
| 陶公（陶淵明）             | 東晋の著名な詩人。官を辞して田舎に帰り、農民となって隠遁生活を送る。                         |
| 王景略（王猛）             | 十六国時代、前秦の丞相。桓温と召見した際には虱を潰しながら泰然と談笑した。                   |
| 晋太傅謝公（謝安）         | 東晋の名臣。淝水の戦いを立案。北伐勝利後に素直に身を退いた。                                 |
| 蘇若蘭（蘇蕙）             | 十六国時代、前秦の女流詩人。夫への思慕を回文詩『璇璣図』に込めた。                           |
| 木蘭（花木蘭）             | 南北朝時代の詩歌に登場する人物。男装して父の代わりに従軍した。                               |
| 譙国夫人冼氏（冼夫人）     | 南北朝時代、俚族の優れた女性指導者。                                                         |
| 偽周皇帝武璺（武則天）     | 唐高宗の皇后で、自ら武周を建てて皇帝となった。                                               |
| 国老狄梁公（狄仁傑）       | 唐・武周時代の著名な宰相。                                                                   |
| 代国公楽工安金藏（安金藏） | 武則天期の太常の職人。皇嗣李旦が謀反の疑いで告発された際、自ら腹を裂き李旦の潔白を証明する。 |
| 尚父郭汾陽王（郭子儀）     | 唐の名将。安史の乱を平定した功臣。                                                           |
| 李青蓮（李白）             | 唐の著名な詩人。「詩仙」と称される。                                                         |
| 李鄴侯（李泌）             | 唐の宰相。4代の皇帝に仕えた。                                                                |
| 唐監軍張承業（張承業）     | 唐末の宦官。唐滅亡後に晋に仕え、李克用に忠義を尽くし、李存勗を補佐した。                     |
| 長楽老馮道（馮道）         | 五代十国時代に5つの王朝に仕え、常に高官であり続けた官吏。「不倒翁」と称された。              |
| 華山陳図南先生（陳摶）     | 五代十国時代の有名な道士。「陳摶老祖」「希夷祖師」とも呼ばれる。                             |
| 呉越銭武粛王（銭鏐）       | 五代十国時代、呉越の建国者。在位中に農業を発展させ、銭塘江の堤防や水門を整備した。           |
| 安民                       | 宋代の石工。手がけた碑文に自分の名を刻むことを拒み、名声が広まる。                           |
| 太学録陳東（陳東）         | 北宋の太学官僚。何度も太学の学生を率い、直言をもって上書した。                               |
| 岳鄂王（岳飛）             | 金朝に抗戦した南宋の名将。「莫須有（あったかもしれない）」謀反の罪を着せられ、処刑される。   |
| 文丞相（文天祥）           | 南宋の丞相。捕らわれても決して屈せず、堂々と死に臨んだ。                                     |